# Estación de Chavornay
La estación de Chavornay es una estación ferroviaria de la comuna suiza de Chavornay, en el Cantón de Vaud.

## Historia y situación
La estación de Chavornay fue inaugurada en el año 1855 con la puesta en servicio del tramo Yverdon-les-Bains - Bussigny de la línea Olten - Lausana. En 1890 se inauguró la línea Chavornay - Orbe, por parte de UO (société des Usines de l'Orbe). Desde 2007 esta línea es propiedad de Travys (Transports Vallée de Joux, Yverdon-les-Bains, Sainte Croix), que también la opera.
Se encuentra ubicada en el noroeste del núcleo urbano de Chavornay y cuenta con dos andenes, uno central y otro lateral, a los que acceden tres vías pasantes. A ellas hay que añadir otra vía pasante, varias vías muertas y el inicio de la línea Chavornay - Orbe.
En términos ferroviarios, la estación se sitúa en la línea Olten - Lausana. Sus dependencias ferroviarias colaterales son la estación de Essert-Pittet hacia Olten, y la estación de Bavois en dirección Lausana. También es el origen de la línea Chavornay - Orbe, de tan solo 3,9 km de longitud.

## Servicios ferroviarios
Los servicios ferroviarios de esta estación están prestados por SBB-CFF-FFS y por Travys.

### Regional
- R Chavornay - Orbe. Operado por Travys.

### RER Vaud
La estación forma parte de la red de trenes de cercanías RER Vaud, que se caracteriza por trenes de alta frecuencia que conectan las principales ciudades y comunas del cantón de Vaud. En ella efectúan parada trenes de dos líneas de la red:
- S 1 Yverdon-les-Bains - Lausana - Vevey - Montreux - Villeneuve.
- S 11 Yverdon-les-Bains - Lausana.